# Everhard III van Württemberg (hertog)
Everhard III van Württemberg (Stuttgart, 16 december 1614 - aldaar, 2 juli 1674) was van 1628 tot aan zijn dood hertog van Württemberg. Hij behoorde tot het huis Württemberg.

## Levensloop
Everhard III was de tweede zoon van hertog Johan Frederik van Württemberg en Barbara Sophia van Brandenburg, dochter van keurvorst Joachim Frederik van Brandenburg.
Na het overlijden van zijn vader in 1628 werd hij op veertienjarige leeftijd hertog van Württemberg, in de periode van de Dertigjarige Oorlog. Wegens zijn minderjarigheid werd hij onder het regentschap geplaatst van zijn oom Lodewijk Frederik van Württemberg-Mömpelgard. Na diens dood in januari 1631 werd zijn regentschap overgenomen door zijn moeder Barbara Sophia en zijn oom Julius Frederik van Württemberg-Weiltingen. 
Door het Restitutie-edict van keizer Ferdinand II had Württemberg zowat een derde van zijn territorium verloren. Alle geestelijke landgoederen, die door het Verdrag van Passau in 1552 geseculariseerd werden, moesten afgestaan worden. Na de Slag bij Lützen in 1632 sloot zijn oom Julius Frederik als regent van Württemberg een alliantie met Zweden. Zijn doel was om alle vijandelijke troepen uit de staat te verdrijven, net als de katholieke eigenaars van de voormalige geseculariseerde gebieden. Hoewel dit succesvol was, werd Julius Frederik eigengereidheid verweten. Vervolgens werd hij door de Staten en de Geheimraad afgezet als regent. 
In mei 1633 werd Everhard door keizer Ferdinand II volwassen verklaard en begon hij zelfstandig te regeren, bijgestaan door kanselier Jakob Löffler. Hij trad toe tot de door de Zweedse kanselier Axel Oxenstierna opgerichte Liga van Heilsbronn. Hierdoor namen er ook Württembergse troepen in november 1634 deel aan de Slag bij Nördlingen, waarbij de Liga van Heilsbronn door de keizerlijke troepen verslagen werd. Vervolgens werd Württemberg geplunderd en gebrandschat en vluchtte Everhard in ballingschap naar Straatsburg. 
Na lange onderhandelingen met keizer Ferdinand III kon Everhard in oktober 1638 terugkeren naar Württemberg. Hij moest hierbij echter de restitutie van kloosters accepteren en verschillende gebieden afstaan. Niettemin probeerde Everhard met geweld en represailles de controle over de kloosters te herwinnen. De belaagde kloosters wendden zich tot de keizer voor bescherming. De kwestie werd in 1648 behandeld bij de Vrede van Westfalen, waarbij Everhard met de steun van Frankrijk en het Oude Eedgenootschap kon zegevieren. 
Württemberg was door de Dertigjarige Oorlog zwaar getroffen en de bevolking was door armoede, hongersnood en een pestepidemie gedecimeerd. Hierdoor moest Everhard zich na de Vrede van Westfalen hoofdzakelijk bezighouden met de wederopbouw en het herstel van economische en administratieve structuren. Ook hield hij zich in de geest van het mercantilisme intensief bezig met de economische sanering van zijn landerijen.
In 1649 sloot Everhard een erfvergelijk met zijn jongere broer Frederik, waarbij die de ambten Neuenstadt, Möckmühl en Weinsberg kreeg toegewezen. In 1651 sloot hij ook een erfvergelijk met zijn andere broer Ulrich, die het Slot van Neuenbürg ontving. 
In juli 1674 stierf Everhard III op 59-jarige leeftijd aan een beroerte. Hij werd bijgezet in de Stiftkerk van Stuttgart.

## Huwelijken en nakomelingen
Op 26 februari 1637 huwde Everhard met Anna Catharina (1614-1655), dochter van wild- en Rijngraaf Johan Casimir van Salm-Kyrburg. Ze kregen veertien kinderen:
- Johan Frederik (1637-1659)
- Lodewijk Frederik (1638-1639)
- Christiaan Everhard (1639-1640)
- Everhard (1640-1641)
- Sophia Louise (1642-1702), huwde in 1671 met markgraaf Christiaan Ernst van Brandenburg-Bayreuth
- Dorothea Amalia (1643-1650)
- Christina Frederica (1644-1674), huwde in 1665 met graaf Albrecht Ernst I van Oettingen-Oettingen
- Christina Charlotte (1645-1699), huwde in 1662 met graaf George Christiaan van Oost-Friesland
- Willem Lodewijk (1647-1677), hertog van Württemberg
- Anna Catharina (1648-1691)
- Karel Christoffel (1650-1650)
- Everhardina Catharina (1651-1683), huwde in 1682 met graaf Albrecht Ernst I van Oettingen-Oettingen
- Frederik Karel (1652-1698), hertog van Württemberg-Winnental
- Karel Maximiliaan (1654-1689)

Op 20 juli 1656 huwde hij met zijn tweede echtgenote Maria Dorothea Sophia (1639-1698), dochter van graaf Joachim Ernst van Oettingen-Oettingen. Ze kregen elf kinderen:
- George Frederik (1657-1685)
- een doodgeboren zoon (1659)
- Albrecht Christiaan (1660-1663)
- Lodewijk (1661-1698)
- Joachim Ernst (1662-1663)
- Filips Sigismund (1663-1669)
- Karel Ferdinand (1667-1668)
- Johan Frederik (1669-1693)
- Sophia Charlotte (1671-1717), huwde in 1688 met hertog Johan George II van Saksen-Eisenach
- Everhard (1672-1672)
- Emanuel Everhard (1674-1675)